# Бомпа (Арьеж)
Бомпа́ (фр. Bompas, окс. Bompàs) — коммуна во Франции, находится в регионе Окситания. Департамент коммуны — Арьеж. Входит в состав кантона Тараскон-сюр-Арьеж. Округ коммуны — Фуа.
Код INSEE коммуны — 09058.

## Население
Население коммуны на 2008 год составляло 203 человека.
| 1962 | 1968 | 1975 | 1982 | 1990 | 1999 | 2008 |
| ---- | ---- | ---- | ---- | ---- | ---- | ---- |
| 126  | 159  | 155  | 145  | 214  | 198  | 203  |

## Экономика
В 2007 году среди 135 человек в трудоспособном возрасте (15—64 лет) 86 были экономически активными, 49 — неактивными (показатель активности — 63,7 %, в 1999 году было 71,2 %). Из 86 активных работали 80 человек (35 мужчин и 45 женщин), безработных было 6 (1 мужчина и 5 женщин). Среди 49 неактивных 9 человек были учениками или студентами, 30 — пенсионерами, 10 были неактивными по другим причинам.